# Adolf Theer
Adolf Theer (* 2. Mai 1811 in Johannesberg; † 23. April 1868 in Wien; auch Adolph Theer) war ein österreichischer Maler und Lithograf.

## Leben
Adolf Theers Eltern waren der Edelsteinschneider Joseph Theer und die Kunststickerin Thekla Theer. Sein älterer Bruder Robert Theer und sein jüngerer Bruder Albert Theer wurden ebenfalls Maler. Die Familie Theer übersiedelte 1820 von Johannesberg in Schlesien in die Hauptstadt Wien.
Adolf Theer machte von 1827 bis 1830 eine Ausbildung als Graveur an der Akademie der bildenden Künste Wien. Ab 1832 lernte er dort Historienzeichnen. Er gehörte von 1832 bis 1848 zu den Künstlern, deren Arbeiten am häufigsten auf den Jahresausstellungen der Akademie zu sehen waren. Im Jänner 1852 zeigte der Österreichische Kunstverein Werke von Adolf Theer. Seine Kunden kamen vor allem aus dem gehobenen Bürgertum.
Er starb im Alter von 56 Jahren an der Gicht.

## Werk

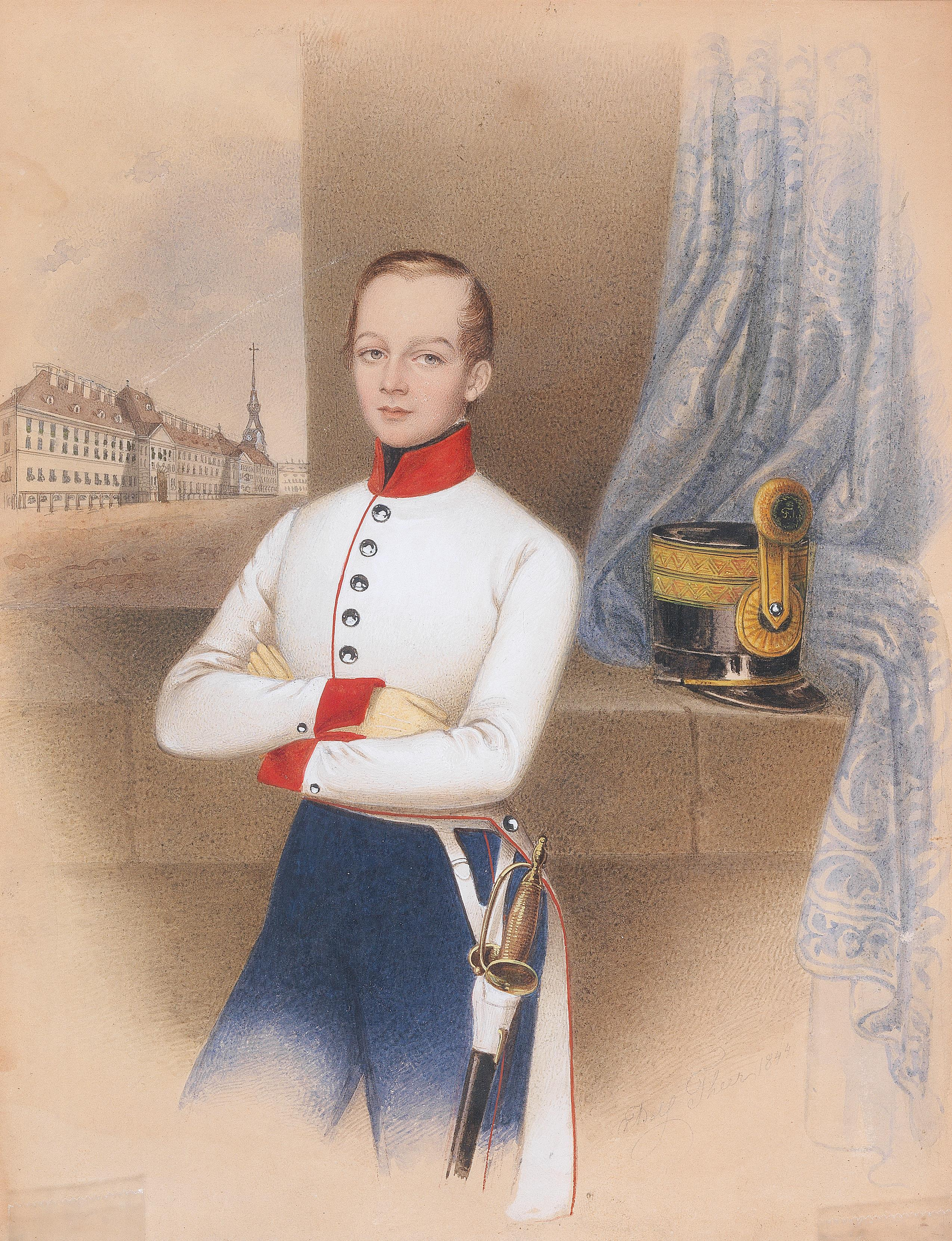
Bildnis eines Kadetten „ex propriis“ der k.k. Infanterie von Adolf Theer, Aquarell auf Papier (1844)

Adolf Theer wirkte als Aquarellist, der sich bereits zu Beginn seiner Laufbahn auf Miniatur-Porträtmalerei spezialisierte. Er arbeitete auch als Kopist von Gemälden unter anderem von Caravaggio, Domenichino, Thomas Lawrence, Murillo, Raffael und Philip van Dijk. Als Lithograf schuf Theer Porträts von Persönlichkeiten wie dem Arzt Karl Folwarczny, der Schauspielerin Luise Neumann und dem Herzog von Reichstadt als Kind.
Er war zudem viel als Illustrator von Taschenbüchern und Almanachen tätig, etwa für Johann Gabriel Seidls Aurora und Gedenke mein und Ignaz Franz Castellis Huldigung der Frauen. In seinen Illustrationen schuf er insbesondere schematische und ausdruckslose Frauendarstellungen.